# Rock Monster
Rock Monster è un film per la televisione del 2008 diretto da Declan O'Brien.

## Trama
Un gruppo di studenti universitari viaggiano per arrivare ad un villaggio in Europa orientale, quando sono arrivati a destinazione Jason estrae una spada da una pietra e, senza volerlo, risveglia un mostro gigante di roccia. Presto Jason scopre che un suo antenato aveva ucciso un mostro simile prima, con la stessa spada. Dimitar possiede una chiave che ha il potere di uccidere o controllare il mostro. Lui vuole che lo spirito del mostro di roccia entri nel suo corpo così che lo spirito lo renda "onnipotente". Il mostro fa una strage di persone, ma poi insegue Dimitar al villaggio, dove viene sconfitto da Jason e dalla sua spada. Più tardi la spada si rivela essere Excalibur.